# Pfarrkirche hl. Florian (Groß Sankt Florian)

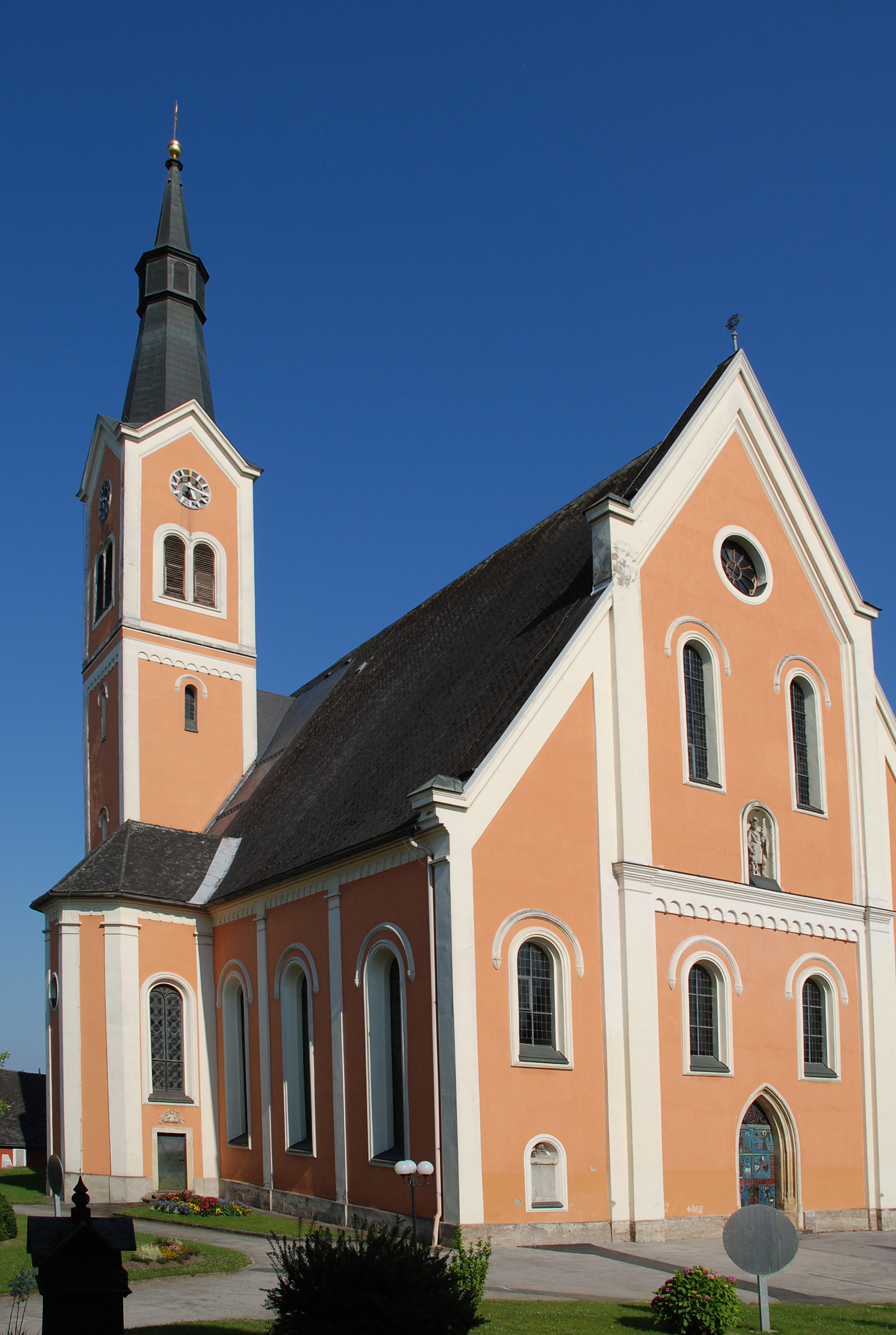
Die Kirche im Juli 2011

Die Kirche hl. Florian ist die römisch-katholische Pfarrkirche der Marktgemeinde Groß Sankt Florian in der Steiermark. Ihre Geschichte führt bis in die erste Hälfte des 12. Jahrhunderts zurück.

## Geschichte
Die erste urkundliche Erwähnung der Kirche stammt aus dem Jahr 1136. Das Mittelschiff wurde 1522 eingewölbt. Der Anbau des Seitenschiffs erfolgte in den Jahren 1711 und 1712. Die Seitenkapellen wurden 1869 errichtet. Um 1900 wurde die Außenfassade der Kirche im Stil des Historismus umgestaltet. In den Jahren 1951, 1967 und 1980 fanden Restaurierungsarbeiten statt.

## Beschreibung

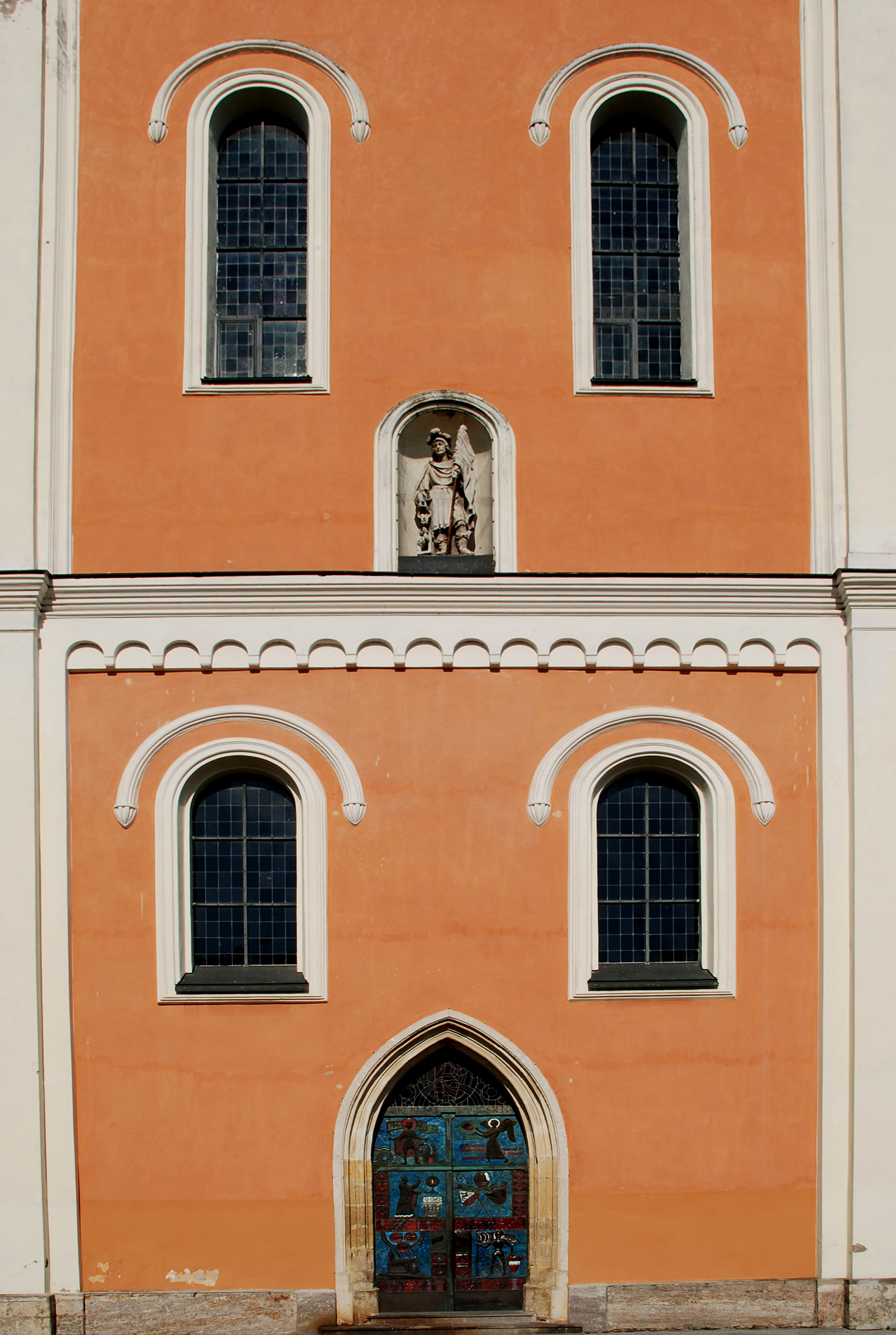
Die Westfassade mit dem Eingangsportal

### Kirchenbau
Das Kirchenschiff und die Seitenschiffe werden von einem mächtigen Satteldach überdacht. An der Außenseite des Chores befinden sich abgetreppte Strebepfeiler, an der Wand des Chores ein barockes Kruzifix und eine Statue der Mater Dolorosa aus der ersten Hälfte des 18. Jahrhunderts. Der spätgotische Kirchturm befindet sich im nördlichen Chorwinkel und wurde zwischen 1711 und 1713 erhöht. Sein Spitzhelm stammt aus der Zeit um 1869. In einer Nische der Turmwand befindet sich seit 1976 eine Reliquie des heiligen Florian. An der straßenseitigen Stützmauer des Kirchhofes ist ein figürlicher Römerstein eingemauert.

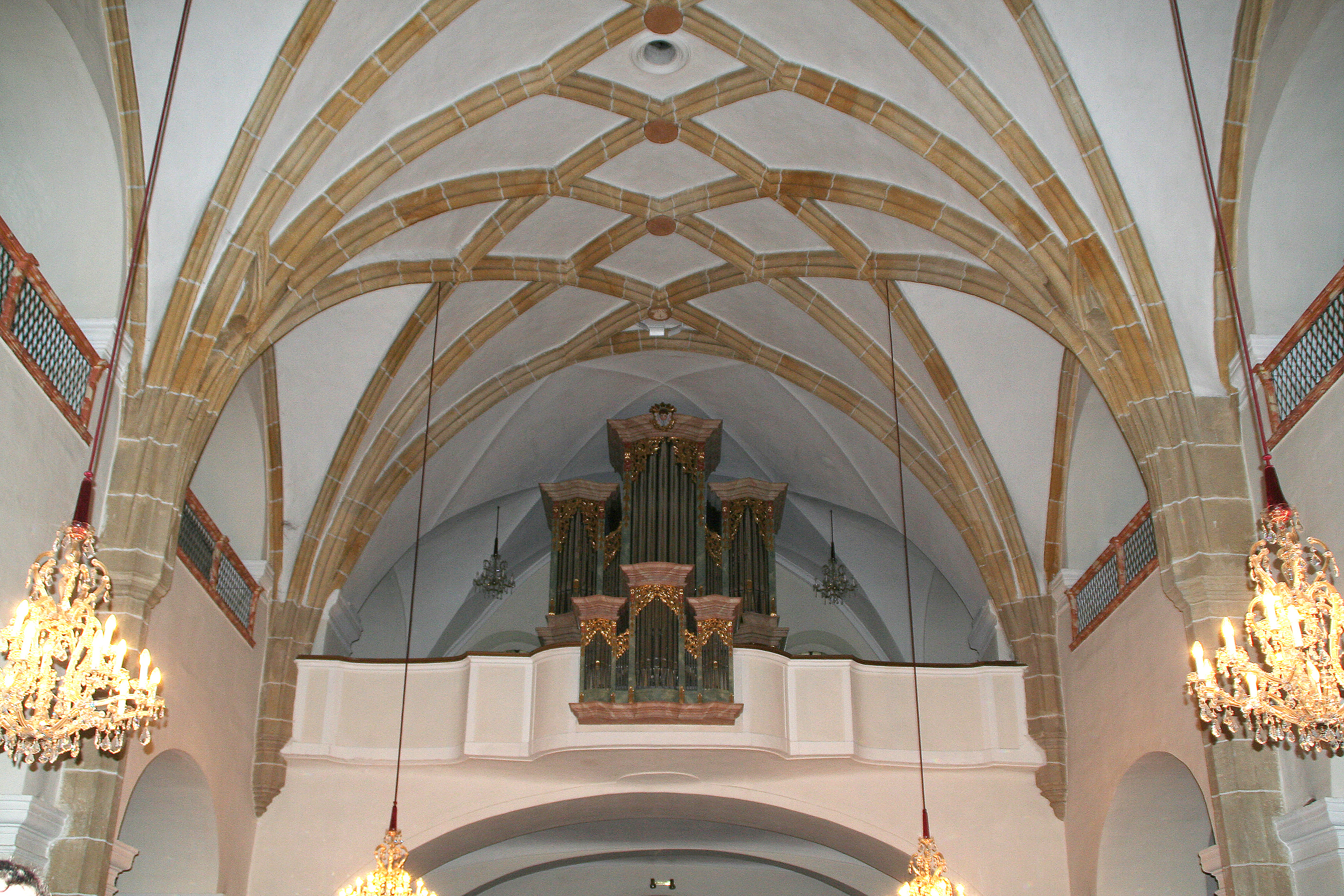
Westempore und Netzgewölbe

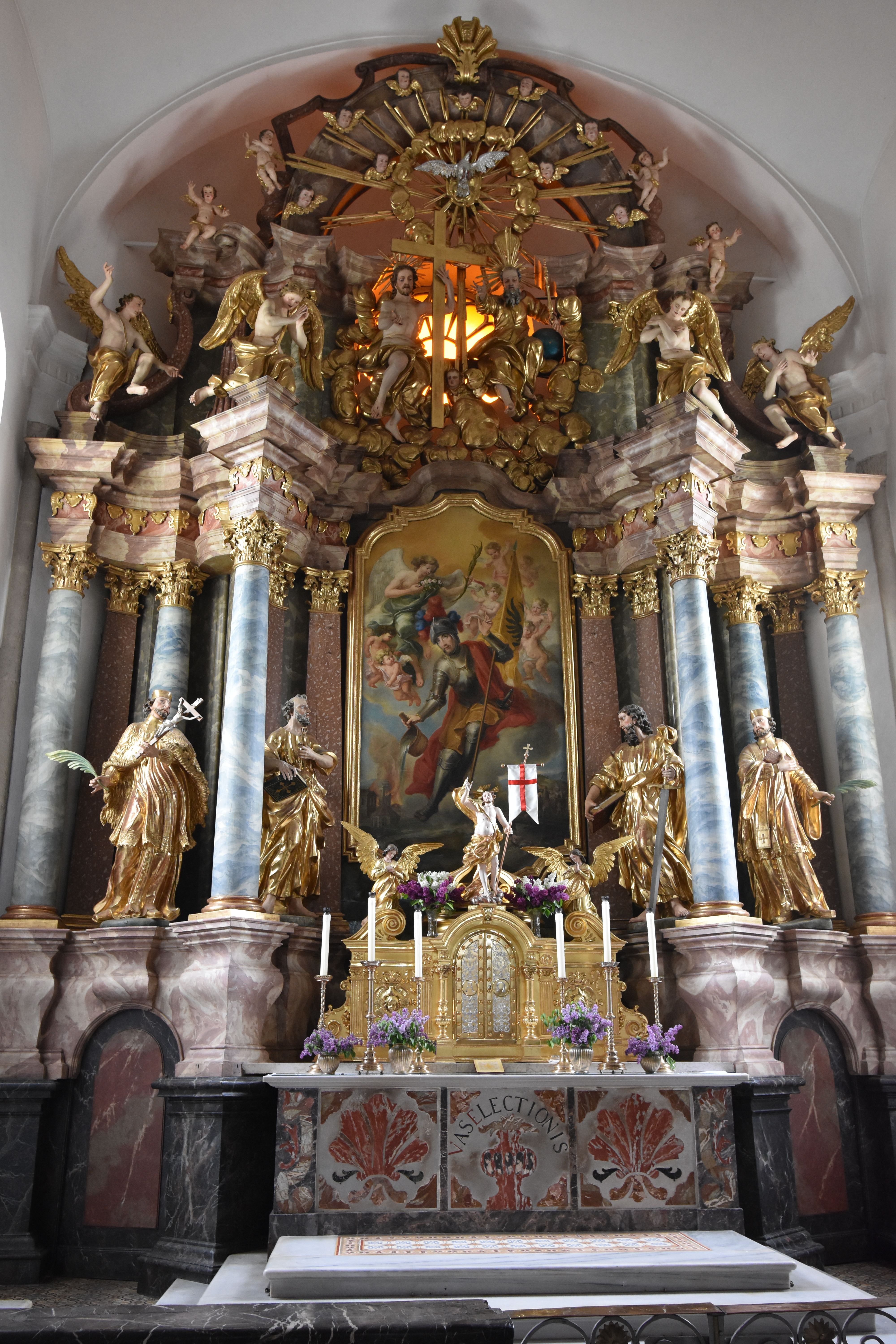
Hochaltar

Der Kern des fünfjochigen Mittelschiffes ist spätromanisch. Das Schiff wird von einem Netzrippengewölbe aus dem Jahr 1522 überwölbt, das auf gefasten Fünfachtel-Wandpfeilern ruht. Es hat runde Schlusssteine. Über dem Gewölbe befinden sich spitzbogige Lichtgaden. Die Rippen im westlichen Joch des Mittelschiffes wurden 1803 abgeschlagen. Der vierjochige, im Kern gotische Chor ist etwas höher und schmäler als das Mittelschiff und hat einen Dreiachtelschluss. Seine Joche werden von Rundtonnen überspannt. Die beiden niedrigeren und schmalen Seitenschiffe wurden zwischen 1711 und 1712 errichtet. Sie haben Kreuzgratgewölbe. Darüber befinden sich die Emporengänge. Die Empore selbst liegt im westlichen Teil des Mittelschiffes. Sie liegt auf einem flachen Rundtonnengewölbe auf und hat eine vorschwingende Brüstung. Im vierten Joch beider Seitenschiffe wurden zwischen 1869 und 1870 je eine Seitenkapelle mit Fünfachtelschluss nach Norden und eine nach Süden angebaut. Der Chor und die Turmhalle sind durch ein gotisches Spitzbogenportal mit einer beschlagenen Eisentür miteinander verbunden. Die Turmhalle weist ein Sternrippengewölbe auf, dessen Schlussstein die Dreifaltigkeit (drei Köpfe) darstellt. Vom gotischen Hauptportal im Westen des Kirchenschiffes ist nur der untere Teil erhalten.

### Ausstattung
Der Säulenhochaltar wurde 1734 aufgestellt und zeigt ein von Franz Michael Strauss gemaltes Altarbild. Der Tabernakel ist im Stil des Neobarock gestaltet. Vor dem Hochaltar befindet sich ein barockes Kommuniongitter aus Stein mit einer schmiedeeisernen Gittertür aus dem Ende des 18. Jahrhunderts. Auf dem südlichen der neobarocken Seitenaltäre stehen zwei barocke Engelsfiguren. Der barocke Altar der südlichen Seitenkapelle hat ein im Jahr 1715 von Franz Michael Strauss gemaltes Bildnis des heiligen Petrus Martyr. Neben dem Bild stehen auf Konsolen zwei Engelsstatuen aus der Zeit um 1760. Der Altar der nördlichen Seitenkapelle stammt aus derselben Zeit wie der südliche und ist dem heiligen Joseph geweiht. Er hat ein ebenfalls von Strauss gemaltes Altarbildnis. Die Kanzel stammt aus dem Jahr 1729.
Am Triumphbogen befindet sich eine Statue der Maria Immaculata aus der Zeit um 1760. Die spätbarocken Kreuzwegbilder sind teilweise übermalt und wurden im Jahr 1967 restauriert. In der Kirche befinden sich weiters Bilder des heiligen Franz von Assisi und der heiligen Anna aus der Zeit um 1716, ein Bild der vier Apostel aus dem Jahr 1719, eines der heiligen Maria Magdalena aus der Zeit um 1737 sowie eines der heiligen Apollonia aus der Zeit um 1738 in der Kirche. Alle diese Bilder wurden von Franz Michael Strauss angefertigt. Weiters befinden sich mehrere Grabsteine in der Kirche. Der aus Rotmarmor gefertigte Grabstein des 1529 gestorbenen Christoph von Racknitz zeigt diesen als Ganzfigur in einer Rüstung. Auf dem Grabstein der 1558 gestorbenen Margarethe Schrampf, einer geborenen Herberstein, wird sie vor einem Kruzifix kniend dargestellt. Der Grabstein für die als Kind im Jahr 1593 verstorbene Tochter von Franz von Racknitz ist aus weißen Marmor gefertigt. Der 1624 verstorbene Ernst Friedrich von Racknitz wird kniend vor einem Kreuz gezeigt.
In der Kirche befinden sich Werke von Adolf Osterider: zwei Glasbilder „Gnade“ und „Versuchung“, im Pfarrsaal ein Tafelbild „Die Schöpfung“.

#### Orgel
Der Orgelprospekt auf der Empore stammt aus dem Jahr 1747. Das heutige Werk wurde von der Orgelbaufirma Pflüger aus Feldkirch in Vorarlberg im Jahr 1998 mit neuem Rückpositiv errichtet. Es besitzt 23 Register verteilt auf zwei Manuale und Pedal.

### Glocken
Im Turm der Pfarrkirche von Groß St. Florian hängen insgesamt fünf Glocken. Vier Glocken wurden von der Innsbrucker Glockengießerei Grassmayr im Jahr 1949 gegossen und ergänzen eine bereits vorhandene Glocke, die im Jahr 1810 gegossen wurde. Die Glocken erklingen in den Tönen des1, f1, as1, b1 und des2 und hängen in einem Holzglockenstuhl. Bis auf die zweitgrößte Glocke besitzen alle Glocken ein Holzjoch.